# The Negotiation
The Negotiation (Originaltitel: Hyeopsang) ist ein Thriller des südkoreanischen Regisseurs Lee Jong-seok aus dem Jahr 2018.

## Handlung
Kommissarin Ha Chae-yun wird bei einer Geiselnahme zur Hilfe gerufen, um zu verhandeln. Die Täter sprechen kein Koreanisch, weshalb sie sich darum kümmert. Doch als sie gerade mit den Tätern verhandelt, stürmt eine Spezialeinheit das Gebäude. Die Geiselnehmer und die Geiseln sterben. Chae-yun hat danach genug und will kündigen. Doch plötzlich wird sie zu einer neuen Verhandlung gerufen.
Min Tae-gu hat in Thailand koreanische Geiseln genommen. Er selbst ist britischer Staatsbürger und handelt in Südostasien mit Waffen. Sein Motiv ist unklar. Er stellt anfangs keine Forderungen. Die Geiseln sind Chae-yuns ehemaliger Vorgesetzter, Jung, und ein Journalist. Zunächst soll der Chef der Zeitung kommen, für die der Journalist arbeitet. Doch dieser kennt den Journalisten gar nicht. Stattdessen sagt der Geheimdienst ihn, was er sagen soll. Doch Tae-gu durchschaut das Spiel und erschießt Jung, lässt den Journalisten aber noch am Leben.
Wie sich herausstellt ist dieser ein Geheimagent. Der Chef des Geheimdiensts und der Leiter eines Waffenunternehmens sind in einem Mordfall an Mins Schwester verwickelt, weshalb er die Personen nach und nach zu sich rufen will. Mit der Zeit findet auch Chae-yun dies heraus.

## Rezeption
The Negotiation startete am 19. September 2018 in den südkoreanischen Kinos und verzeichnete knapp 2 Millionen Kinobesucher. Für David Noh vom Film Journal gelingt es Lee Jong-seok bei seinem Regiedebüt, die Spannung zu halten. Der Film sei voller Action und Wendungen. Shim Sun-ah von Yonhap schließt sich dieser Ansicht an. Der Film sei durch und durch spannend. Allerdings weise der Film einige typische Elemente von Thrillern auf, was ihn teilweise vorhersehbar mache. Für Kevin Crust von der Los Angeles Times ist The Negotiation jedoch zu träge. Die Handlung und die Figuren seien unwahrscheinlich, unglaubwürdig und lächerlich. Joanne Soh von The New Paper befindet die Handlung für vorhersehbar, was durch die grundlegende Spannung aber wettgemacht würde. Außerdem lobt sie die Leistung der beiden Hauptdarsteller. Son führe den Zuschauer durch eine emotionale Achterbahn, während Hyun Bin in beeindruckender Weise Wut und Hass verkörpere.